# Concours international Léopold Bellan
Pour les articles homonymes, voir Léopold Bellan et Bellan.
Le Concours international de musique et d’art dramatique Léopold Bellan, est une compétition artistique ayant lieu tous les ans Paris. Il est l'un des plus anciens événements de ce type  organisés en France.

## Historique
Le concours est fondé en 1926 par l'industriel et philanthrope français Léopold Bellan (1857-1936), sous le nom de Concours de Musique et de Déclamation, avec le compositeur Charles-René comme directeur. Il est ensuite organisé tous les ans à Paris par la fondation Léopold-Bellan. En 1935, Noël Gallon, premier prix de Rome 1910 en devient le directeur. Christian Manen, premier prix de Rome 1961, lui succède en 1966. Initialement limité à la France, le concours s'ouvre en 2005 aux participants d'autres pays et le terme international est rajouté à son nom.
En 2012 l'organisation du concours est confiée à l'association Lancer d'Art et sa direction est reprise dès l'année suivante par le compositeur Rémi Guillard et la pianiste Hélène Berger,.

## Le Concours
Le Concours International Léopold Bellan est depuis sa création un concours multidisciplinaire, sans restriction d'âge. Depuis 2012, ont été rajoutées aux sections classiques plusieurs disciplines : accompagnement au piano, jazz, accordéon, musiques traditionnelles, ensembles vocaux, piano 4 mains, comédie musicale (2021), musique de film (2023). Il totalise à présent 27 disciplines, avec une alternance pour les instruments à corde (années paires) et les instruments à vent (années impaires) et Art Dramatique par intermittence. Ce concours se veut révélateur de talents, sans distinction d'origine, d'appartenance religieuse ou de moyens, conformément à l'éthique de son fondateur Léopold Bellan.

## Comité d'Honneur
| Christian Manen        | Marielle Nordmann   | Max Vandermaesbrugge     | Luigi Fait         |
| François-René Duchâble | Patrice Fontanarosa | Aquiles Delle Vigne (en) | Pierre-Yves Artaud |
| Xavier Delette         | Alain Weber         | Jean-Dominique Krynen    | Michel Denis       |
| Emmanuel Pahud         | Patrick Marco       | Micheline Ostermeyer     | Cédric Tiberghien  |

## Jurys
Équipe : Rémi Guillard, Hélène Berger, Françoise Perenchio, Eva Norska, Alain Mallard, Eric Artz, Philippe Legrand, Laurence Labbé, Hiroko Kawamichi
Membres d'honneur : Thomas Kreuzberger, Ricciarda Belgiojoso, Elena Gorbatcheva, Heyoung Park, Silvia Montaner, Michel Denis, Philippe Lefebvre, Rabah Aliouane, Marie-Noëlle Reimonenq, Yoko Kitano, Milomir Dojčinović .
Jurys experts invités ou en ligne : Philippe Portejoie, Davy Baquin, Raschid Kakanov, Raffi Besalyan, Lisa Tannebaum, Vladislav Lavrik, Richard Rimbert, Pascal Lelièvre, Hélène Ruggeri, Nicolas Bacri, Eliane Lavail, Bernard Causse, Thibaud Verbe, Olivia Gay, Serge Forté, Eric Franceries, Laurent Bataille, Lorène Carpentier, Boban Bjélic, Jeremy Duffau, Marc Korovitch, Marc Chisson, Patrice Bernard, Janusz Wojtarowicz, Mihi Kim, Julien Beaudiment, Raquel Lojendio, Yvelise Girard, Peter Mack, Michael Vaiman, Juliette Danel, Guy Danel, Guislaine Petit Volta, Gérard Verba, Patricia Leblanc, Panadmitrieva Larisa Vladimirovna, Polo Orti, Jean-Luc Camizuli, Gabriel Tacchino, Roustem Saitkoulov Jean Bernard Hupmann, Franck Ciup, Maryvonne Lambert, Robert Rey-Campagnolle, Jacques Saint-Yves, Graciane Finzi, Marie Vermeulin, Isabelle Toledano, Geneviève Martigny, Laurent Ferlet {{Liste complète en cours}}

## Palmarès

### 2024 - 98è édition[11]
Lieux :  Conservatoire de la Ville de Saint Cloud - L'instrumentarium Harpe de Paris - Conservatoire International de Musique de Paris - Jurys : Thomas Kreuzberger, Kawamichi Hiroko, Anne-Marié Condacse, Eric Du Faÿ, Catherine Michel, Valéria Kafelnikov, Eliane Lavail, Bernard Causse, Eric Artz, Laurence Labbé, Franck Chicoisneau,  Alain Mallard,  Françoise Perenchio, Rémi Guillard, Oryane Dahan, Hélène Berger
PRIX D'HONNEUR : LES PRIX D’HONNEUR
Comédie Musicale : Bailey BOVENSCHEN USA /Musique de Chambre : Trio LUZ France / Harpe : Mizuki NAMBA Japon /  Guitare : Paolo BESSON France / Violoncelle exaequo : Cuiting LIANG Chine et Matis GRISÓ Luxembourg
LAUREATS GALA SUPER FINALE :
PRIX DU PUBLIC : Bailey BOVENSCHEN - USA - comédie musicale / 2ème prix du public : exaequo : Trio Luz - Odile Babiaud /Invitation Wiener Muzikseminar : Adrien Rauline France Piano / Masterclasse Wien Dora Schwarzberg : Nina Ramousse / Bourses Cap Ferret Music Festival : Trio Luz France, Mizuki Namba Japon harpe, Bailey Bovenschen - USA - comédie musicale et Cap Ferret Music Open : Duo Alizé France/Suisse /  Invitation petites Mains Symphoniques : Duo Kappes-Ramond France,  Odile Babiaud France / Espagne, Mizuki Namba Japon harpe,  GRISÓ Matis Luxembourg / Invitation POLIFONIA Eliane Lavail : GRISÓ Matis Luxembourg
PALMARES CHANT SOLISTE :
PREMIER PRIX à l'unanimité KELLER Iris France / PREMIER PRIX PICARD Hélène France / SECOND PRIX MARTINEZ Laurine France, ZHU Zhiyi Chine,  MCDONAGH Adam Irlande/ Troisième Prix BORISOVA Tatiana Russi CHENG Shengxin Chine, FLENNIKEN Paige USA /  Encouragements du Jury MORIYAMA Maki Japon
PALMARES MUSIQUE DE CHAMBRE :
PREMIER PRIX à l'unanimité avec les félicitations du jury Trio Luz France / PREMIER PRIX Minaya et Sujata Chapelain France / SECOND PRIX Duo Suonamare France, Duo Kappes-Ramond France / Troisième Prix Duo Sola France/ Corée* Encouragements du Jury Duo Elegia France
PALMARES PIANO :
PREMIER PRIX SHIMOZATO Takeshi Japan / SECOND PRIX FANG Xiangzheng Chine , RAULINE Adrien France, BLOAS-SAINTMARC Thierry France, DUO ALIZé à 4 MAINS (france-Suisse)/ Troisième Prix NOZAKI Momo Japan, MICHAŁ Lis Pologne, HIRABAYASHI Hiroto Japon
PALMARES COMEDIE MUSICALE :
Premier Prix à l'unanimité avec félicitations du jury BOVENSCHEN Bailey – USA / Second Prix CHENG Shengxin – Chine / Encouragements du Jury GÉDÉON Joséphine - France
PALMARES VIOLON :
Premier Prix BABIAUD Odile - France / Espagne / Second Prix ASSANTE Melody – France / Encouragements du Jury ASSANTE Louis - France
PALMARES GUITARE :
Premier Prix à l'unanimité BESSON Paolo France /Troisième Prix GABRIELE Imbesi Italie
PALMARES HARPE :
Premier Prix à l'unanimité avec les félicitations du Jury NAMBA Mizuki Japon / Second Prix PLAGNOL Joséphine France / Troisième Prix ELKAIM Pauline France, VERLAIN Mireille France
PALMARES VIOLONCELLE :
Premier Prix à l'unanimité exaequo : LIANG Cuiting Chine / GRISÓ Matis Luxembourg / Second Prix BORNANCIN GRÉGORY France

### 2023 - 97è édition
Lieux : Schola Cantorum - Conservatoire International de Musique de Paris - Conservatoire de la Ville de Saint Cloud
PRIX D'HONNEUR : Musique de chambre : Trio LAZULI (France) avec Marina Saiki (piano), Anna-Li Hardel (violon) et Romane Bestautte (violoncelle) + félicitations du Jury / Duo violon piano Grégoire Torossian et Jérôme Fréjaville (France) / Musique de film : ROBICHEZ Mauve (France) / Composition : ROUX-DUFORT Alexandre (Canada) / Accordéon : SIMONOT Mélia – France / Saxophone : HAZAN Doron (Israël / France) / Chant soliste : ENDONG Maurel (France) / Comédie musicale : à l'unanimité avec les Félicitations du Jury: DOUILLY Fantine (France) / Piano 4 mains : Duo ELERIYA avec Elena Soussi et Valeria Berestnev (Suisse)
PREMIERS PRIX et PRIX SPECIAUX : Musique de chambre : Quatuor Una Corda (Chine/Japon/France) + unanimité /  Quatuor Iberia Avec Baptiste Erard, Sergio Santiago, Omar Nicho, et Roxane Elfasci guitares (France) / Musique de film : ABATI Bruno-Michel (France) + unanimité / saxophone :  KEEM JinHo (Corée du Sud/ France) + à l'unanimité avec les félicitations du Jury / DOVBYSH Danylo (France) + unanimité / PHILIPPE Lea (France) + Prix espoir / Chant soliste : SONG Kitae (Corée du Sud) + unanimité / CRÉMADES Alice France / JÜNGLING Emma Franco-Suisse / GAILLARD Pauline (France) / Composition : AURÉLIEN Hallopeau (France) / Piano : LEE Chanyang (Corée du Sud ) + unanimité.

### 2022 - 96è édition[11]
Edition spéciale super finale avec les lauréats français des éditions en ligne 2020 et 2021 - Lieu: Mairie de Paris Centre - . Yara KASTI, comédie musicale ; Alexandre ROSTAING guitare ; Benoit MUSSARD guitare, Antonin BONNET piano, Aurélie LIGEROT Chant Soliste; Julien BEAUTEMPS accordéon, Madlyn DUGUE Accordéon, Auguste TRUEL Chant Soliste

### 2021 -95eédition
Edition spéciale en ligne en raison des contraintes sanitaires
PRIX D'HONNEUR : Musique de chambre: Trio PANTOUM France  ex æquo avec Trio UNO South Korea / Comédie musicale: KASTI Yara France / Liban / Piano: HO Nga Naat Anna Vienna UK/ Hong Kong  ex æquo avec CHOI Young Sun South Korea / Alto: PIMENTA Clément France / Chant soliste: LEMAIRE Mathilde / Harpe: DORNIK Nadja Serbie / Violon : VAILLOT-SZWARC Alix France / Guitare: ROSTAING Alexandre France.
Premiers prix et prix spéciaux : Piano : avec Félicitations du Jury GUERCHOVITCH Slava (France) /  unanimité + Prix Espoir : BONNET Antonin (France) / Musique de chambre :  à l'Unanimité avec les Félicitations du Jury Quatuor Gabriële (France) / Violoncelle :   à l'unanimité PARK Seongjin (Corée du Sud) / Guitare : à l'unanimité MUSSARD Benoit (France) / Deux pianos Quatre mains :  à l'unanimité Piano-Duo In Fide (Autriche) / Harpe : Deuxième prix et mention spéciale Takada Otakeguchi Tomoko (Japon) / Musiques traditionnelles: + Prix Spécial du Jury : ALVAREZ Esteban (Costa Rica - États-Unis) / Deuxième prix et Mention spéciale pour L'Orchestre Chinois de Paris (France / Chine) / Troisième Prix et Mention Spéciale WU Caroline Lynn China (Hong Kong).

### 2020 -94eédition
Edition spéciale en ligne en raison des contraintes sanitaires
PRIX D'HONNEUR: Ensembles Vocaux: Entresilences (Suisse / France) / Clarinette : KIM Minchan (Corée du Sud) / Composition : BERTRAND Elise (France) / Chant Soliste: LIGEROT Aurélie (France) / Flute Traversière : MATVIIENKO Sofia (Ukraine) / Musique de Chambre : Polish Violin Duo  (Pologne) / Musiques Traditionnelles : LESTO DROM (France) / Piano : THOMAS Gaspard (France) / Saxophone : ZARAGOZA-ORGAZ Carlos (Espagne) / Trombone : DECAMP Victor (France) / Tuba : MORVAN Corentin (France)
Prix Jeune Espoir : Chant : TRUEL Auguste (France) / Piano: MONSCHEIN Luca (Autriche) / Accordéon: DUGUE Madlyn (France),
Premiers Prix à l’unanimité et/ ou mention spéciale : Accordéon : BEAUTEMPS Julien (France) / Clarinette : JANAS Kamil (Pologne) / Chant soliste : TSURUSAKI Yuki (Japon) / Flûte Traversière : TIBERGHIEN Paul (France) / Trombone : GINER ENGUIX Nadia (Espagne) / Trompette : ESCRIVA Arthur (France) / Musique de Chambre : Zornintsa Ilarionova & Martina Tabakova (Bulgarie) / Quatuor Möbius (France) / Piano :  ŻAROMSKI Kacper (Pologne) / CARRE Tom (France) / Jazz: Sylvain GONTARD  (France) / Marc Olivier Poingt Trio (France)
Premiers Prix : Saxophone : TORRES MELGARES Maria (Espagne) / Saxophone : RENESES QUINTERO Jesús (Espagne) / 2 pianos 4 mains GEISTER DUO (France) / Chant :  KANG TaeYoung Corée MATSUZAKI Emi (Japon) / Clarinette : WANG Haoran Chine LAIDET Luc (France) / Composition : SIVAK Gabriel (France) / Groupes vocaux : Ensemble Diaphane (Suisse) / Hautbois : RIES Chloé France, PELLAGAUD Joonha (Corée du Sud) / Musique de Chambre :  Trio Zarathoustra, France Duo Vedanā (France) / Piano : MAJDAR Alexandre France  NAGY Antoniu (Roumanie) / Trompette : RUBLEV Aleksandr (Russie) / Tuba : BRU ORGILES Sonia (Espagne)

### 2019 -93eédition[22],[23]
PRIX D HONNEUR : Musique de chambre :  PHILIA TRIO (France) avec  Théo OULD accordéon Lisa STRAUSS violoncelle Luka ISPIR violon, / ENSEMBLE RECREATION (France) avec  DAUDET Mélisande (flûte), DE VILLELE Hippolyte (cor), LEPAGE Ann (clarinette), MICHEL Aude-Liesse (piano), MUGOT Diane (basson), RETY Lorentz (hautbois) / Violoncelle:  CHOI Jungwoo (Corée) / Ensemble vocal :  Ensemble AIGAL (France) avec  Danaé Monnié, Julie Mathé, Clémentine Poul, Camille Souquère, Astrid Dupuis, Sarah Gal, Astrid Fournier Laroque / Guitare :  MARTIN Cassie (France) / Piano :  CHO Hyena (Corée / Autriche) / Chant:  HWANG Dongnam (Corée) KIM Yong (Corée) / Violon:  CHEN Anny (Taiwan et Canada) / Composition :  Marianne RISS (France).
PREMIER PRIX ET PRIX SPECIAL DU JURY : Violon :  BERTRAND Elise (France) / Chant :  NISHIZAWA Mao (Japon) / Ensembles vocaux :  MIROIR (France) / Musique de chambre : Ensemble HELIANTHE (France) avec  GOULOT Dimitri – saxophone soprano, FEYBESSE Grégoire – saxophone soprano, KOENIG Ghislaine – saxophone alto, PERTHUIS Elise – saxophone alto, TOURNEBIZE Maxime – saxophone ténor, COTTA Aline – saxophone ténor, GUIGNER Étienne – saxophone baryton, BOCHE Cécile – saxophone baryton, BRUN Rémi – saxophone basse, ROBILLARD Florian – percussions.
PRIX JEUNES ESPOIRS : Jazz :  YOUNG TRIO (France) avec  Kellian Camus (p) Mathieu Scala (cb) Tomas Young (dr) / Chant :  LE LEVREUR Matthieu (France) / Groupes Vocaux :  MAITRISE DE LIMAY (France) / Guitare :  BESSON Paolo (France).

### 2018 -92eédition[27]
PRIX D'HONNEUR : Jazz : Noé CLERC Trio / ex-aequo avec Samuel TESSIER Quintet (France) / Piano quatre mains : KAMEI Ayano & SATO Megami (Japon) / Accordéon : Théo OULD (France) / Musique de chambre :  QUATUOR AVENA Qor de saxophones avec Nicolas Allard, Adam Campbell, Fabio Cesare, Sumika Tsujimoto (Afrique du Sud, Italie, Japon, France) exaequo avec le QUATUOR AEOLINA Quatuor d'accordéons avec Thibaut Trosset, Yohann Juhel, Théo Ould et Antony Millet (France) / Deux pianos :  Duo Mouseîon avec GALOYAN Narek (Arménie) & ESAULOVA Marie (Russie) / Clarinette :  Seung Hwan LEE (Corée) / Trombone : Raphaël GAGU (France) / Chant soliste : Dongyong NOH (Corée).
PREMIER PRIX ET PRIX SPECIAL DU JURY : Flûte traversière : Judy Jeongyeon LEE / Musique de Chambre : QUINTETTE ASTREOS avec Arthur Decaris et Geoffrey Holbe, violons ; Jean-Baptiste Sautereau, alto ; Albéric Boullenois, violoncelle ; Clément Rataud - piano (France) / Chant :Prix jeune espoir Siki Inoué (Japon) ; Prix spécial du jury et Second Prix Su A PARK (Corée).
PRIX DU PUBLIC : QUINTETTE ASTREOS.

### 2017 -91eédition
Prix du public : Quatuor Pelleas - Prix du Jury : Quatuor Ernest
PRIX D'HONNEUR : Violon : Anna-LI HARDEL (France - Taiwan)  ex æquo avec Sarah JEGOU-SAGEMAN (France) / Guitare : Florent AILLAUD (France) / Ensemble vocal : GLORIUS VOCAL QUARTET (Italie) / Piano :  Rei NATO ( Japon / Allemagne) / Contrebasse : Jeanne BONNET (France) / Musique de chambre : Quatuor PELLEAS (France) ex æquo avec le Quatuor ERNEST (France) / Chant : Aline QUENTIN (France) / deux pianos quatre mains : Chico MIYAGAWA et JUNICHI Ito  (Japon).
PREMIERS PRIX ET PRIX SPECIAUX : Jazz : Orélio PALADINI exaequo avec Ohane DOURIAN (France) / Musique de chambre : Ensemble RAYUELA (France / Corée) / Ensemble vocal : Le JEUNE CHŒUR DE L’OISE,,(France) / Chant :  Jeanne GERARD / Harpe : Mélanie Laurent / Piano : Hyelee CHOI / Piano quatre mains : DUO DOS ALMAS avec Galatée Berlioz et Lucia Zarcone (France / Italie). 
Prix jeune espoir : Chant: Oceane DEWEIRDER.

### 2016 -90eédition
PRIX D'HONNEUR : Musique de chambre : Opus 333 ex æquo avec Le Bateau Ivre / Jazz : Moeun Alexis Duo / Chant : Jiwon SONG  / Flûte traversière : Pei-Chuan HSU
Premier Prix et Prix Spécial du Jury : Composition : Hector CORNILLEAU (Transmutation) / Ensemble vocaux : Ensemble Mangata ex æquo avec Quatuor Le Plisson / Chant : Laura JARRELL, Ayako YuKAWA / Clarinette : Di GOU / Flûte Traversière : Gladys AVIGNON / Accordéon : Basha SLAVINSKA / Saxophone : Sora BOUTRY ex æquo avec Eudes BERNSTEIN / Tuba - Saxhorn : Jean DAUFRESNE.
Prix Jeune Espoir et Premier Prix : Piano Micieli RUBEN  / Clément RATAUD.

## Lauréats célèbres (ébauche)
| Barbara (2nd Prix chant 1949) degré supérieur | Marielle Nordmann         | Odette Gartenlaub  | Pierre-Yves Artaud |
| Michel Polnareff (1959)                       | Cédric Tiberghien         | Michel Plasson     | Brigitte Engerer   |
| Marcel Bitsch                                 | Yvonne Loriod             | Ginette Neveu      | Jacques Loussier   |
| Patrice Fontanarosa                           | Katia et Marielle Labèque | Michel Legrand     | Claude Piéplu      |
| Jean Laurent Cochet                           | Olivier Messiaen          | Anne Queffélec     | Jean Schulteis     |
| Jean-Claude Pennetier                         | Georges Pludermacher      | Pascal Devoyon     | Thierry Escaich    |
| Augustin Dumay                                | Christianne Eda-Pierre    | Brigitte Engerer   | Alexis Galperine   |
| Alexandre Tharaud                             | Serge Baudo               | André Issoire      | Raphael Oleg       |
| Eric Artz                                     | Antoine Hervé             | Philippe Entremont | Philippe Bride     |
| Roland Pidoux                                 | Isabelle Aboulker         | Frederic Aguessy   | Françoise Buffet   |
| Jacques Casterède                             | Michel Chapuis            | Gérard Jarry       | Françoise Gervais  |
| France Clidat                                 | Christian Ivaldi          | Geneviève Joy      | Elizabeth Cooper   |
| Jeanne Loriod                                 | Alain Planès              | Pierre Sancan      | Paul Tortelier     |
| Alain Kremski                                 | Nadine Denize             | André Gorog        | Cyprien Katsaris   |
| Jean-Dominique Krynen                         | Bernard Ringeissen        | Françoise Thinat   | Dexter Goldberg    |